# Salida Nula
Salida Nula es una banda madrileña de ska-punk formada en el año 1995 gracias a un grupo de amigos que se reunían en unos locales del céntrico barrio de Batán, para tocar las canciones de sus grupos favoritos como La Polla, Leño o Kortatu. Actualmente sus integrantes son: Sergio (voz y guitarra), Dômmer (batería), Hatxazo (guitarra), Jesús (bajo) y Kogote (teclista). Este grupo tiene una ideología antifascista y antitaurina, algo que se refleja continuamente en la mayoría de sus temas, como en la canción Allá en mi país

## Historia

### Mucha mierda y poca escoba (2001)
Salida Nula empezó a sacar temas propios que ya sonaban en el mundo del ska y en 1999 decidieron dar el paso sacando su primera maqueta producida por Kogote, antiguo integrante del grupo español Ska-P. Tras esta maqueta la compañía musical Desobediencia se fijó en ellos y decidió editarles su primer trabajo titulado Mucha mierda y poca escoba. Para dar a conocer este álbum se recorrieron toda España haciendo una cantidad importante de conciertos y participando en numerosos festivales, como el Mediatic en el que destacó sobremanera su actuación. Los temas que componen este disco son:

### Y fumo porque me toca(2002)
Tras la buena acogida de la ópera prima del grupo madrileño, decidieron en el año 2002 sacar su 2º disco titulado Y fumo porque me toca también con la misma compañía. Las ventas del disco eran bastante buenas y el disco funcionaba en la calle. Al igual que en el primer trabajo, con este segundo disco también hicieron una buena serie de conciertos a lo largo de la Península y tocaron en diferentes festivales como el Alfarock

### Kon warnición(2004)
Se trató de un disco recopilatorio que incluía los temas de los dos primeros álbumes de la banda, titulado Kon Warnición. Además de los títulos ya conocidos en este disco también se unieron un videoclip y tres temas en directo, de los cuales dos de ellos fueron inéditos. Tras esta decisión tan confusa, empezaron los desencuentros entre el grupo y la compañía, ya que los integrantes del grupo querían que se reeditase el segundo álbum que marchaba muy bien en las tiendas. La discográfica no les hizo caso lo que provocó que la banda pidiera la carta de libertad. Sin embargo, siguieron tocando diferentes canciones junto a sus grupos favoritos como: Porretas, Mago de Oz, Mojinos Escozios, Mamá Ladilla, Def con Dos, Ska-P, Habeas Corpus, etc. Tras unos cambios en el grupo, este se estabiliza quedando completamente formado con la estructura anteriormente nombrada.

### Esto no es un juguete(2006)
Se trata del tercer disco de estudio titulado  Esto no es un juguete, en el que muchos experimentados sobre este tipo de música dijeron que en este álbum podían comprobar una mejora y un punto de madurez inusual anteriormente en la banda, pero continuando con su estilo festivo. Además también opinaron que en todas sus canciones se entremezclan distintos sonidos como Rock, Ska, Reggae, Punk, etc. El disco cuenta con otras colaboraciones que intervienen en este trabajo, sobre todo vientos y teclados. Al sacar este trabajo al el mercado, Salida Nula hizo una gira completa por todos los rincones de España y también se centraron en hacer conciertos fuera de sus fronteras en países como México, Italia o Francia, donde son bastante conocidos.

### Como Vinimos al mundo (2010)
Es la más reciente publicación de esta banda madrileña donde siguen mostrando su sentido de anarquismo en cada una de sus canciones. Este nuevo disco maneja en su totalidad el uso de instrumentos de viento muy utilizados en el rebeld ska.